# João Etzel Filho
Pour les articles homonymes, voir Etzel.
João Etzel Filho, né le 17 avril 1916, est un arbitre brésilien d'origine hongroise de football. Il débute comme arbitre en 1947, puis devient arbitre international de 1956 à 1963.

## Carrière
Il officie dans des compétitions majeures : 
- Coupe du monde de football de 1962 (1 match)
- Copa América 1963 (2 matchs)